# Archaeotinodes dives
Archaeotinodes dives is een fossiele soort schietmot uit de familie Ecnomidae.